# Brevet fra afdøde
Brevet fra afdøde er en dansk spillefilm fra 1946 instrueret af Johan Jacobsen efter manuskript af Arvid Müller.

## Handling
Under en luftalarm mødes en mand og en kvinde i en beskyttelseskælder. De føler sig stærkt draget mod hinanden, men skilles uden at have sagt hinanden deres navn. Hun har dog betroet ham, at hun er forlovet med en læge. Et års tid senere, da krigen er forbi, mødes de to mennesker tilfældigt igen, og de præsenterer sig nu for hinanden. Efterhånden som de to betror sig til hinanden, erfarer han, at hun - ligesom sin tidligere mand - er forfalden til morfin.

## Medvirkende i udvalg
- Eyvind Johan-Svendsen
- Gunnar Lauring
- Inge Hvid-Møller
- Axel Frische
- Karin Nellemose
- Preben Lerdorff Rye
- Per Buckhøj
- Henry Nielsen
- Minna Jørgensen
- Carl Johan Hviid
- Jakob Nielsen